# Jongerenvereniging voor Sterrenkunde
De Jongerenvereniging Voor Sterrenkunde (JVS) is in 1971 opgericht door de Vereniging voor Sterrenkunde (VVS) om sterrenkunde bij jongeren van 12 tot 21 jaar te promoten. Jongeren die geïnteresseerd zijn in sterrenkunde en ruimtevaart kunnen bij de JVS terecht. De JVS is de overkoepelende jongerenvereniging van Vlaanderen op astronomisch vlak, en maakt deel uit van de VVS. Er zijn zo'n 300 JVS-leden, verspreid over de verschillende JVS-kernen en inclusief losse leden.

## Nationale activiteiten
Een eerste pijler van de JVS-werking is het aanbieden van nationale activiteiten, waarbij de omvang vaak te groot is voor een (kleine) kern.
Dit zijn onder meer:
- De Vlaamse Sterrenkunde Olympiade.
- De JVS-dag, de jaarlijkse JVS-feestdag.
- Het Paas Astro Kamp, in de paasvakantie.
- De Zomeractiviteit.
- De Zomerschool Sterrenkunde.
- De Winter Astro Activiteit.

## Plaatselijke groepen in Vlaanderen
De tweede pijler bestaat uit de plaatselijke jeugdverenigingen. Deze zijn verspreid over Vlaanderen en organiseren wekelijks, tweewekelijks of maandelijks activiteiten. Deze jeugdverenigingen worden JVS-kernen genoemd en worden ondersteund door de JVS en de VVS.
De JVS-kernen zijn:
- JVS-Charon (Leuven)
- JVS-Descartes (Genk)
- JVS Gentster (Gent)
- JVS Hyperion (Halle)
- JVS Oberon (Hove)
- JVS Orion (Roeselare)
- JVS Quasar (Oostende)
- JVS Vigilia (Brugge)

Onderstaande verenigingen zijn geen JVS-kern, maar hebben wel een jongerenwerking:
- Volkssterrenwacht Astrolab Iris (Ieper)
- Volkssterrenwacht Mira (Grimbergen)
- Werkgroep Sterrenkunde Universiteit Gent (Gent)

## Tijdschrift Astra
Sinds 1972 geeft de Jongerenvereniging Voor Sterrenkunde ook een tijdschrift uit. Het heet Astra en verschijnt tweemaandelijks. Het is geschreven op kinder- en jongerenmaat en gaat over sterrenkunde en ruimtevaart.
Astra is te vinden in plaatselijke bibliotheken.
In 2013 verschijnt het laatste nummer van Astra in zijn huidige vorm. Vanaf 2014 wordt dit tijdschrift samen verzonden met Heelal, het tijdschrift van de Vereniging voor Sterrenkunde. Tegelijkertijd wordt het tijdschrift voorzien van een nieuwe lay-out om de nieuwe start in te leiden.

## Promotie van sterrenkunde
Gezien de JVS de overkoepelende vereniging is in Vlaanderen voor door sterrenkunde geboeide jongeren, voert zij ook een actieve promotiecampagne om jongeren warm te maken voor wetenschappen. Zo organiseerden ze de waarneemactie 'Wat wens jij voor 2009?' in het begin van 2009, waarbij gewone Vlamingen bij hen thuis Quadrantiden konden waarnemen en nadien konden loggen als wensen voor het nieuwe jaar.  Verder staat de JVS ook op wetenschappelijke beurzen, zoals het Wetenschapsfeest, en werkt ze samen ter promotie van wetenschappen met andere instellingen.